# Шамполи
Шамполи (фр. Champoly) насеље је и општина у источној Француској у региону Рона-Алпи, у департману Лоара која припада префектури Роан.
По подацима из 2011. године у општини је живело 298 становника, а густина насељености је износила 20,01 становника/km². Општина се простире на површини од 14,89 km². Налази се на средњој надморској висини од 730 метара (максималној 952 m, а минималној 490 m).

## Демографија
| 1962. | 1968. | 1975. | 1982. | 1990. | 1999. | 2011. |
| ----- | ----- | ----- | ----- | ----- | ----- | ----- |
| 354   | 437   | 361   | 373   | 307   | 260   | 298   |

График промене броја становника у току последњих година